# تام ویلسون (هنرپیشه)
تام ویلسون (انگلیسی: Tom Wilson؛ ‏ ۲۷ اوت ۱۸۸۰ – ۱۹ فوریهٔ ۱۹۶۵) بازیگر اهل ایالات متحده آمریکا بود.

## گزیده فیلمشناسی
از فیلم‌ها یا برنامه‌های تلویزیونی که وی در آن نقش داشته‌است می‌توان به آثار زیر اشاره کرد.
- تولد یک ملت (۱۹۱۵)
- تعصب (فیلم ۱۹۱۶) (۱۹۱۶)
- دوش‌فنگ (فیلم) (۱۹۱۸)
- زندگی سگی (فیلم ۱۹۱۸) (۱۹۱۸)
- خوشی یک روز (۱۹۱۹)
- سانی‌ساید (فیلم) (۱۹۱۹)
- پروفسور (فیلم) (۱۹۱۹)
- پسربچه (۱۹۲۱)
- خانواده همسرم (۱۹۲۲)
- ماجرای عشقی پر تب و تاب (۱۹۲۲)
- مادام بی‌هِـیو (۱۹۲۵)
- کالیفرنیا درست روبه‌رو (۱۹۲۵)
- بتلینگ باتلر (۱۹۲۶)
- پسر قوی (۱۹۲۹)